# Exai
Exai es el undécimo álbum del grupo de música electrónica Autechre, lanzado por Warp en 2013.
El álbum estuvo disponible en formato digital desde el 7 de febrero de 2013, y en doble CD o cuádruple LP desde el 5 de marzo.
Al igual que en otros trabajos de Autechre, el arte gráfico corrió por cuenta de The Designers Republic.
El álbum recibió mayormente buenas críticas, con un puntaje promedio de Metacritic de 81%, basado en 23 reseñas.
Grayson Currin de Pitchfork opinó que "el álbum tiene sus momentos, aunque es demasiado largo con 2 horas". Chris Power de BBC Music fue más entusiasta, llamando al álbum "lo mejor de Autechre en los últimos 15 años".

## Lista de canciones
Todas las canciones escritas y compuestas por Sean Booth and Rob Brown. 
| Exai |                                      |          |  |
| N.º  | Título                               | Duración |  |
| 1.   | «FLeure»                             | 4:51     |  |
| 2.   | «irlite (get 0)»                     | 10:01    |  |
| 3.   | «prac-f»                             | 4:20     |  |
| 4.   | «jatevee C»                          | 4:14     |  |
| 5.   | «T ess xi»                           | 6:43     |  |
| 6.   | «vekoS»                              | 6:42     |  |
| 7.   | «Flep»                               | 6:43     |  |
| 8.   | «tuinorizn»                          | 3:40     |  |
| 9.   | «bladelores»                         | 12:20    |  |
| 10.  | «1 1 is»                             | 7:18     |  |
| 11.  | «nodezsh»                            | 8:40     |  |
| 12.  | «runrepik»                           | 4:35     |  |
| 13.  | «spl9»                               | 7:06     |  |
| 14.  | «cloudline»                          | 10:13    |  |
| 15.  | «deco Loc»                           | 5:27     |  |
| 16.  | «recks on»                           | 9:22     |  |
| 17.  | «YJY UX»                             | 8:24     |  |
| 18.  | «18 (keyosc)» (Japanese bonus track) | 8:57     |  |